# Renski masiv
Renski masiv (nemško: Rheinisches Schiefergebirge) je geološki masiv oziroma hribovje, ki se razteza v zahodni Nemčiji, vzhodni Belgiji, Luksemburgu in severovzhodni Franciji.
Renski masiv je sestavljen iz belgijskih in francoskih Ardenov, nemškega Eifla in vzhodno od reke Ren Sauerland in Siegerland. Mozela in gričevje Hunsrück tvorita njegovo jugozahodni del, območje Westerwald, Lahn-Dill in Taunus zasedajo jugovzhodni del. Masiv je razdeljen na dva dela z Zgornjo srednjo dolino Rena (Renska soteska), ki je na Unescovem seznamu svetovne dediščine.

## Geologija
Renski masiv je nastal pred 299-419 milijoni let kot del Variskične orogeneze in se nahaja v tako imenovanem Rhenoherzynikum voni. Je tesno povezan v strukturi in geološkem razvoju z višavjem Harz na vzhodu in angleškim premogovim bazenom v Devonu, Cornwallu in Pembrokeshiru na zahodu. Njegove kamnine so strogo omejene na področja, kjer so starejše plasti predvsem iz obdobja od devona in karbona. Robne kamnine posegajo v obdobje perma, triasa, jure in krede na Schiefergebirge. V bazenu znotraj Schiefergebirge in spodnje renskega porečja najdemo v večjem obsegu sedimente mlajše zemljske (paleogenske in neogenske) starosti.
Zlasti v Eiflu in Westerwaldu so zelo razširjene vulkanske kamnine iz paleogena in neogenska. V Eiflu je vulkanizem vztrajal tudi v novejšem času in jih ni mogoče šteti za povsem ugasle niti danes.

### Kamnine
Čeprav je ime Schiefergebirge zavajajoče verjamejo, da se v renskih pogorjih pojavi posebej veliko in skoraj povsod skrilavec. Gre za omejen renski skrilavec, priljubljen kot gradbeni material na omejenih območjih, kot je na primer v regiji Mozela in ob spodnjem toku Rena, v nekaterih gričevnatih predelih. Večji del kamnin Schiefergebirge plastovitemu peščenemu glinencu, peščenjaku in taunus kvarcitu.
Poleg tega prihajajo na dan v severnih Ardenih, v Eifelkalkmuldenu in v severnem Eiflu, na severnem robu vzhodnih Schiefergebirge, Bergisches Land in Sauerland ter na področju Lahn-Dill večje skale apnenca iz srednjega devona z ustreznimi kraškimi pojavi. Tu so pogoste jame (jama Atta v Attendornu, jama Balver in Reckenhöhle pri Balvi ali Kubacher kristalna jama v Weilburgu). Apnenec je na teh področjih še vedno pomembna surovina in ga kopljejo v veliki meri v kamnolomih. To velja zlasti za severni del Ardenov, na Eiflu, Wülfrathu, Hönnetal in Warstein vse do Brilona. V srednjem delu doline reke Lahn pridobivajo tako imenovani Lahn marmor, apnenec ki ga je možno polirati.
Vulkanske kamnine, kot so bazalt, tufa in plovec se nahaja na Vulcaneifel, v Siebengebirge in Westerwaldu, so paleogenske in neogenske starosti. Tudi na področju Lahna so vulkanske kamnine, so iz devona in karbona. V območju Westerwalda so obsežni glineni sedimenti Kannenbackerlanda. Prod in pesek igrata le podrejeno vlogo kot sediment v srednji dolini Rena.

### Geološke strukture
Renski masiv vključuje od severa proti jugu naslednje strukturne enote:
- Namur sinklinala, Dinant sinklinala, območje Liega, Aachenski revir z inde in Wurm kanalom, Ruhrgebiet
- Stare paleozojske Ardene, sedlo Stavelot-Vennov, sedlo Remscheid-Altenaer, sedlo Ebb
- Kotanja Eifel, območje Eifel sever-jug, glavnina Eifla, kotanja Paffrather, Attendorn-Elsper, Gummersbacher, sedlo Müsener in Ostsauerländer
- sedlo Siegener
- kotanja Mozele, Dilla, Wittgensteinerja, Hörre cona, Kellerwald
- Südeifel, Hintertaunus, kotanja Lahna, Hesenki skrilavci, Giessen pokrov
- Hunsrück, Taunus

Hunsrück-Taunus-južni rob omejuje gore renskega skrilavca na obeh straneh Rena. To se razlaga kot geološki šiv in zagotavlja vmesnik za variscinsko orogenezo.

## Gore in pogorja
Gorska območja v Renskem masivu - nekateri z največjo višino v metrih nadmorske višine so: 
Zahodno od Rena od SZ do JV
- Ardeni (652 m)
- Eifel (747 m; 27-28): Visoki Eifel, Vulkan Eifel, Ahr, Zitter, Fore-Eifel, Moselle Eifel, južni Eifel, zhodni Eifel, Islek, Schnee Eifel, Schneifel, Belgijski Eifel, Rur Eifel, Visoki Fens,
- Hunsrück (816 m; 24): Bingen, Idar, Lützelsoon, Osburger Hochwald, Schwarzwalder Hochwald, Soonwald

Vzhodno od Rena od SZ do JV
- Višavje Süder (843.2 m; 33): Ardey (274 m), Iserlohn (546 m), Plackwald]] (581.5 m, Naravni park Arnsberg), višavje Bergish, Ebbe (663.3 m) , Lenne (656.1 m), Saalhausen (687.7 m), Siegerland, Rothaar z Hochsauerland (843.2 m), Kellerwald (675 m);
- Westerwald (657 m), Siebengebirge (460 m), Montabaur (545 m), Gladenbach (609 m)
- Taunus (881,5 m; 30): Fore-Taunus, Visoki Taunus, Nizki Taunus

### Vodotoki
Rensko skrilasto gorovje med drugim prečkajo naslednje reke: 
| - Agger - Dill - Eder - Erft | - Diemel - Kyll]] - Lahn - Lenne | - Maas - Möhne - Mozela - Ourthe | - Prüm - Ren - Ruhr - Rur | - Sauer - Sieg - Wied - Wupper |